# Henrietta Marie Bourbonská
Henrietta Marie Bourbonská, francouzsky Henriette-Marie de France, anglicky Henrietta Maria of France (25. listopadu 1609, Paříž – 10. září 1669, Colombes) byla rodem francouzská princezna a sňatkem jako žena Karla I. Stuarta v letech 1625–1649 anglická královna.

## Původ, dětství a mládí
Narodila se v pařížském Louvru jako nejmladší dcera francouzského krále Jindřicha IV. a jeho manželky Marie Medicejské. Jejími staršími bratry byli pozdější král Ludvík XIII. a Gaston Orleánský, staršími sestrami Izabela Bourbonská, pozdější španělská královna, a Kristina Marie Bourbonská, vévodkyně-regentka savojská. Její otec byl zavražděn, když měla Henrietta necelý rok a o sedm let později byla její matka vypovězena z Francie. Henrietta byla vychována jako horlivá katolička a posléze provdána za anglického krále Karla I.

## Manželství a potomci
Sňatek Henrietty i Karla per procura se uskutečnil 11. května 1625, vzápětí po jeho nástupu na trůn, pár se však potkal teprve 13. června 1626, v kostele sv. Augustina v Canterbury v hrabství Kent, a svatební obřad byl potvrzen. Vzhledem ke svému katolickému vyznání nebyla Henrietta Marie spolu se svým mužem korunována.
Henrietta Marie si přivezla z Francie svůj vlastní dvůr, jehož všichni členové byli stejně jako ona katolického vyznání. Jejich vydržování stálo královskou pokladnu velké prostředky. Karel chtěl manželčin dvůr poslat pryč a ponechat jí pouze zpovědníka a dvě dvorní dámy jako společnice, ale nakonec svůj příkaz odvolal. Královský pár se hádal, kdykoli se potkal, a potom se nevídal celé týdny. Královna nesnášela vévodu Buckinghama, králova favorita. Když byl Buckingham v srpnu roku 1628 zavražděn náboženským fanatikem Johnem Feltonem, její vztahy s manželem se výrazně zlepšily.

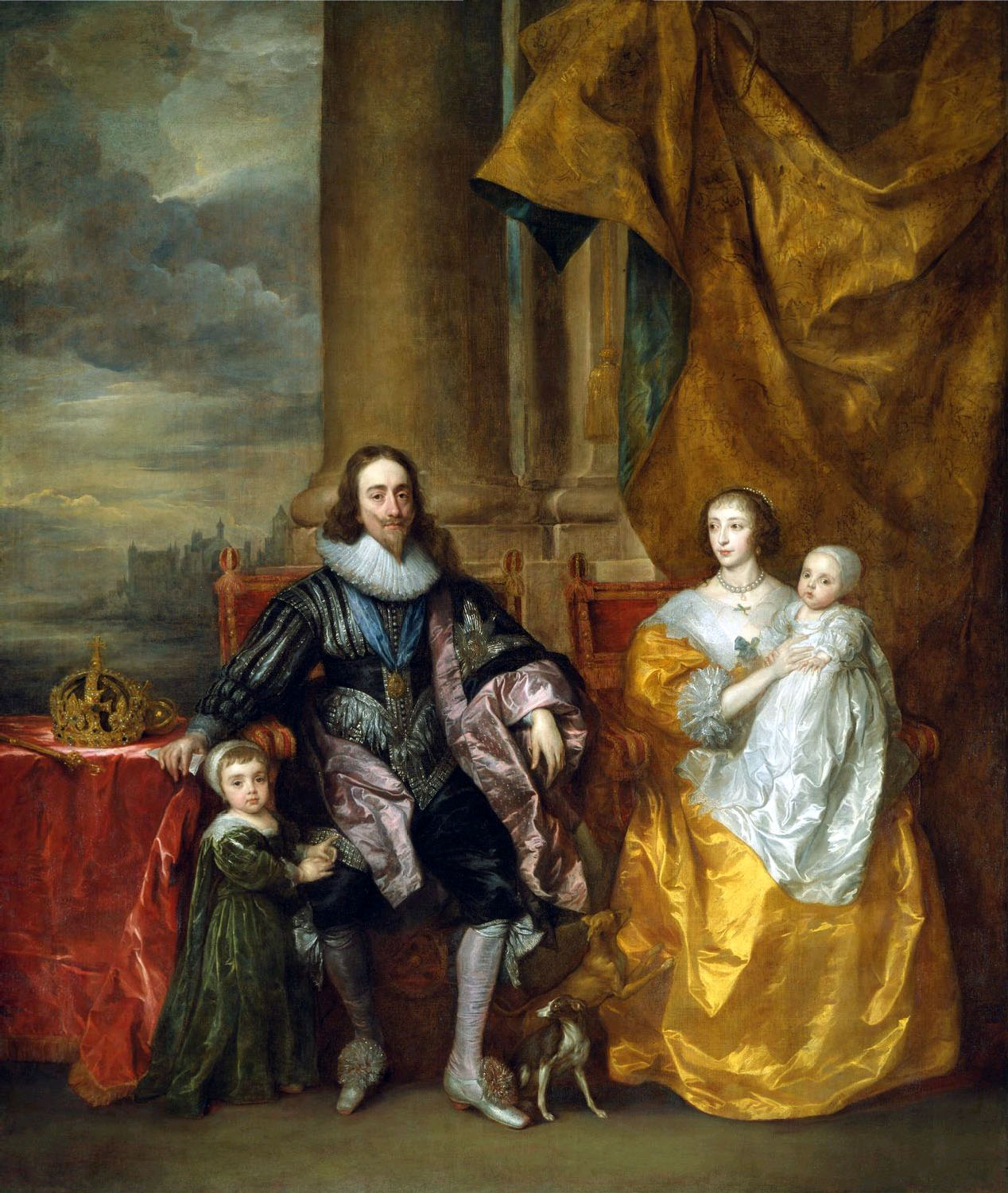
Henrietta Marie a Karel I. se svými syny Karlem a Jakubem (Antoon van Dyck, 1633)

Z manželství Henrietty Marie a Karla vzešlo devět potomků, dva z nich však zemřeli v útlém věku a další dva v mládí:
- Karel Jakub (*/† 13. března 1629)
- Karel II. (29. května 1630 – 6. února 1685), král Anglie, Skotska a Irska, ⚭ 1662 Kateřina z Braganzy (25. listopadu 1638 – 31. prosince 1705)
- Marie (4. listopadu 1631 – 24. prosince 1660), Princess Royal, ⚭ 1641 Vilém II. Oranžský (27. května 1626 – 6. listopadu 1650), oranžsko-nasavský kníže, místodržitel Spojených provincií nizozemských
- Jakub II. (14. října 1633 – 16. září 1701), král Anglie, Skotska a Irska,
⚭ 1659 Anna Hydeová (12. března 1637 – 31. března 1671)
⚭ 1673 Marie Beatrice d'Este (5. října 1658 – 7. května 1718)
- Alžběta (28. prosince 1635 – 8. září 1650)
- Anna (17. března 1637 – 5. listopadu 1640)
- Kateřina (*/† 29. ledna 1639)
- Jindřich (8. července 1640 – 13. září 1660), vévoda z Gloucesteru
- Henrietta Anna (16. června 1644 – 30. června 1670), ⚭ 1661 Filip I. Orleánský (21. září 1640 – 9. června 1701), vévoda orleánský

## Nepopulární královna

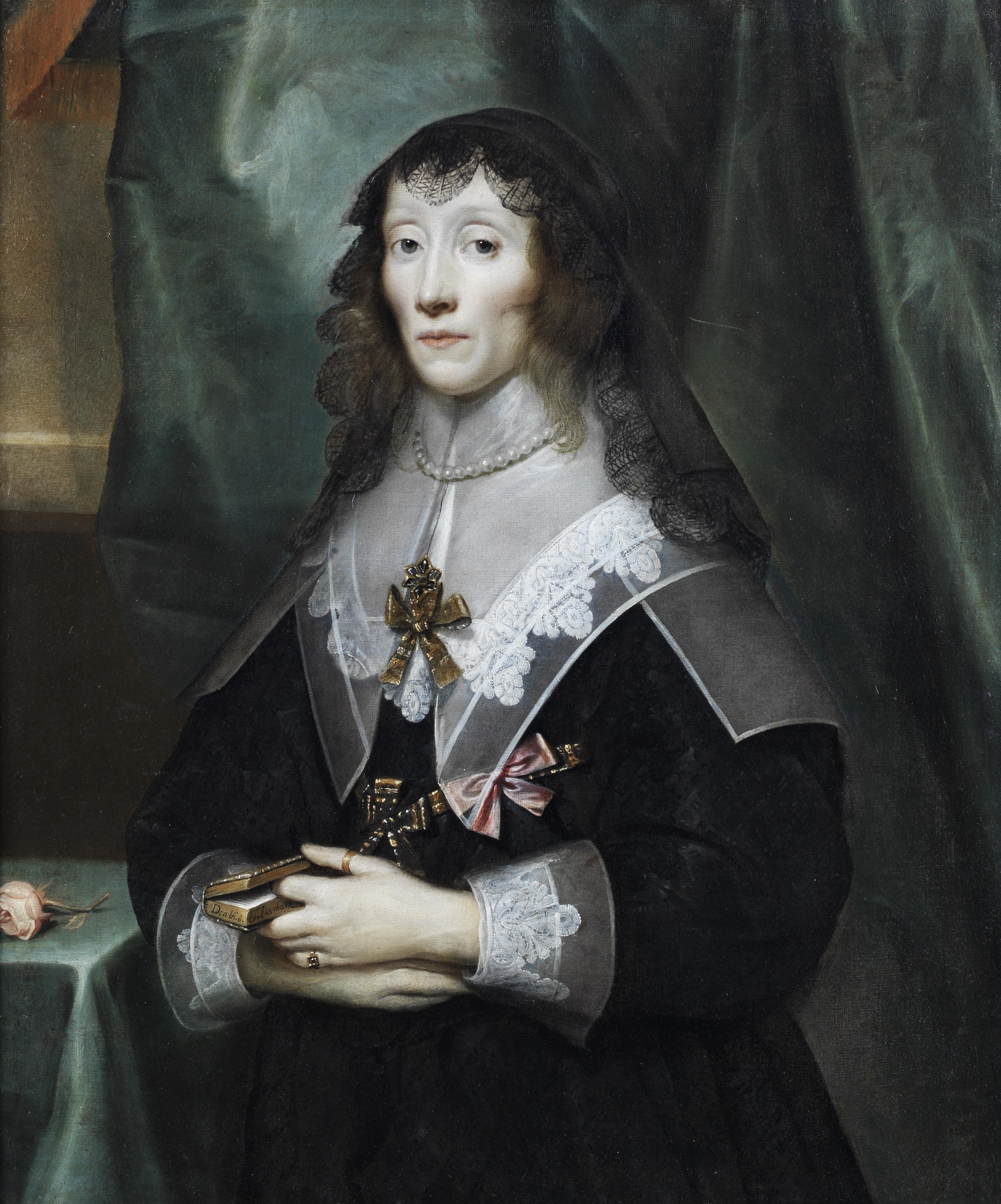
Královna Henrietta jako vdova okolo roku 1655

Její odmítnutí vzdát se katolicismu způsobilo, že se od ní mnoho lidí odvrátilo; např. William Laud, arcibiskup z Canterbury, či Thomas Wentworth, 1. hrabě ze Straffordu. Přesto, když se v Anglii schylovalo k občanské válce, hledala Henrietta Marie prostředky na podporu svého muže. Konflikt vypukl v srpnu roku 1642, když Henrietta nebyla v Anglii. Posílala royalistům peníze, ale do země se vrátila teprve v roce 1643, kdy se spolu s vojenskými jednotkami a zbraněmi vylodila v Bridlingtonu v Yorkshire a podpořila tak royalisty bojující v severní Anglii. O několik měsíců později se s králem naposledy setkala v Oxfordu. Když Karel I. utrpěl poslední porážku a odmítl podepsání ústavy, Henrietta v červnu roku 1644 spolu s dcerou Henriettou Annou a se syny uprchla do Francie; nejstarší syn Karel II. se usadil v Haagu v Holandsku. Karel I. byl 30. ledna roku 1649 sťat, anglická monarchie byla nahrazena republikou (Commonwealth of England) (1649–1653) a později protektorátem (1653–1659) pod osobní vládou Olivera Cromwella, jenž se prohlásil Lordem Protektorem.

## Vyhnanství a vdovství
Královna se usadila v Paříži, kde se kolem ní shromáždili vyhnanci-royalisté z Anglie. Vrátila se do Anglie teprve po restauraci monarchie v říjnu roku 1660 a usadila se v Somerset House v Londýně. V roce 1665 se opět vrátila do Francie. Zde založila klášter v Chaillot, kde se usadila. Zemřela 10. září roku 1669 v Château de Colombes a byla pohřbena v místě posledního odpočinku francouzských králů, v bazilice Saint-Denis u Paříže.
Jménem Henrietty Marie byly nazvány jeden ze států USA – Maryland (latinsky terra Mariae – Mariina země) a výběžek pevniny Cape Henrietta Maria v Hudsonově zálivu ve státu Ontario.

## Vývod z předků
|                              |                          |  |                           |                         |  |  |  |  |  |  |  | František Bourbonský |
|                              |                          |  |                           |                         |  |  |  |  |  |  |  |                      |
|                              | Karel IV. Bourbonský     |  |                           |                         |  |  |  |  |  |  |  |                      |
|                              |                          |  |                           |                         |  |  |  |  |  |  |  |                      |
|                              |                          |  |                           | Marie Lucemburská       |  |  |  |  |  |  |  |                      |
|                              |                          |  |                           |                         |  |  |  |  |  |  |  |                      |
|                              | Antonín Bourbonský       |  |                           |                         |  |  |  |  |  |  |  |                      |
|                              |                          |  |                           |                         |  |  |  |  |  |  |  |                      |
|                              |                          |  |                           | René z Alençonu         |  |  |  |  |  |  |  |                      |
|                              |                          |  |                           |                         |  |  |  |  |  |  |  |                      |
|                              | Františka z Alençonu     |  |                           |                         |  |  |  |  |  |  |  |                      |
|                              |                          |  |                           |                         |  |  |  |  |  |  |  |                      |
|                              |                          |  |                           | Markéta Lotrinská       |  |  |  |  |  |  |  |                      |
|                              |                          |  |                           |                         |  |  |  |  |  |  |  |                      |
|                              | Jindřich IV. Francouzský |  |                           |                         |  |  |  |  |  |  |  |                      |
|                              |                          |  |                           |                         |  |  |  |  |  |  |  |                      |
|                              |                          |  |                           | Jan III. Navarrský      |  |  |  |  |  |  |  |                      |
|                              |                          |  |                           |                         |  |  |  |  |  |  |  |                      |
|                              | Jindřich II. Navarrský   |  |                           |                         |  |  |  |  |  |  |  |                      |
|                              |                          |  |                           |                         |  |  |  |  |  |  |  |                      |
|                              |                          |  |                           | Kateřina Navarrská      |  |  |  |  |  |  |  |                      |
|                              |                          |  |                           |                         |  |  |  |  |  |  |  |                      |
|                              | Jana III. Navarrská      |  |                           |                         |  |  |  |  |  |  |  |                      |
|                              |                          |  |                           |                         |  |  |  |  |  |  |  |                      |
|                              |                          |  |                           | Karel z Angouleme       |  |  |  |  |  |  |  |                      |
|                              |                          |  |                           |                         |  |  |  |  |  |  |  |                      |
|                              | Markéta z Angoulême      |  |                           |                         |  |  |  |  |  |  |  |                      |
|                              |                          |  |                           |                         |  |  |  |  |  |  |  |                      |
|                              |                          |  |                           | Luisa Savojská          |  |  |  |  |  |  |  |                      |
|                              |                          |  |                           |                         |  |  |  |  |  |  |  |                      |
| 'Henrietta Marie Bourbonská' |                          |  |                           |                         |  |  |  |  |  |  |  |                      |
|                              |                          |  |                           |                         |  |  |  |  |  |  |  |                      |
|                              |                          |  | Giovanni dalle Bande Nere |                         |  |  |  |  |  |  |  |                      |
|                              |                          |  |                           |                         |  |  |  |  |  |  |  |                      |
|                              | Cosimo I. de Medici      |  |                           |                         |  |  |  |  |  |  |  |                      |
|                              |                          |  |                           |                         |  |  |  |  |  |  |  |                      |
|                              |                          |  |                           | Maria Salviati          |  |  |  |  |  |  |  |                      |
|                              |                          |  |                           |                         |  |  |  |  |  |  |  |                      |
|                              | František I. Medicejský  |  |                           |                         |  |  |  |  |  |  |  |                      |
|                              |                          |  |                           |                         |  |  |  |  |  |  |  |                      |
|                              |                          |  |                           | Pedro Álvarez de Toledo |  |  |  |  |  |  |  |                      |
|                              |                          |  |                           |                         |  |  |  |  |  |  |  |                      |
|                              | Eleonora Toledská        |  |                           |                         |  |  |  |  |  |  |  |                      |
|                              |                          |  |                           |                         |  |  |  |  |  |  |  |                      |
|                              |                          |  |                           | Maria Osorio            |  |  |  |  |  |  |  |                      |
|                              |                          |  |                           |                         |  |  |  |  |  |  |  |                      |
|                              | Marie Medicejská         |  |                           |                         |  |  |  |  |  |  |  |                      |
|                              |                          |  |                           |                         |  |  |  |  |  |  |  |                      |
|                              |                          |  |                           | Filip I. Kastilský      |  |  |  |  |  |  |  |                      |
|                              |                          |  |                           |                         |  |  |  |  |  |  |  |                      |
|                              | Ferdinand I. Habsburský  |  |                           |                         |  |  |  |  |  |  |  |                      |
|                              |                          |  |                           |                         |  |  |  |  |  |  |  |                      |
|                              |                          |  |                           | Jana I. Kastilská       |  |  |  |  |  |  |  |                      |
|                              |                          |  |                           |                         |  |  |  |  |  |  |  |                      |
|                              | Johana Habsburská        |  |                           |                         |  |  |  |  |  |  |  |                      |
|                              |                          |  |                           |                         |  |  |  |  |  |  |  |                      |
|                              |                          |  |                           | Vladislav Jagellonský   |  |  |  |  |  |  |  |                      |
|                              |                          |  |                           |                         |  |  |  |  |  |  |  |                      |
|                              | Anna Jagellonská         |  |                           |                         |  |  |  |  |  |  |  |                      |
|                              |                          |  |                           |                         |  |  |  |  |  |  |  |                      |
|                              |                          |  |                           | Anna z Foix a Candale   |  |  |  |  |  |  |  |                      |
|                              |                          |  |                           |                         |  |  |  |  |  |  |  |                      |